# 의성경찰서
의성경찰서(義城警察署, Uiseong Police Station)는 경상북도경찰청이 관할하는 경찰서 중 하나이다. 경상북도 의성군 의성읍 동서1길 31(후죽1리 608-3번지)에 위치하고 있다.
서장은 총경으로 보한다.

## 기본 정보
- 주소: 경상북도 의성군 의성읍 동서1길 31(후죽1리 608-3번지)

## 연혁
- 1945년 10월 21일 국립경찰 창설과 함께 의성경찰서 개서
- 1981년 6월 21일 현 청사 신축

## 관할 파출소
의성경찰서는 1개의 지구대와 8개의 파출소를 산하에 두고 있다.
| 명칭       | 사진 | 주소                     | 관할구역               | 치안센터                  |
| ---------- | ---- | ------------------------ | ---------------------- | ------------------------- |
| 의성지구대 |      | 의성읍 문소3길 89-6      | 의성읍, 단촌면, 사곡면 | 단촌치안센터 사곡치안센터 |
| 봉양파출소 |      | 봉양면 도리원1길 53      | 봉양면, 비안면         | 비안치안센터              |
| 안계파출소 |      | 안계면 안계길 143        | 안계면, 안사면, 단북면 | 안사치안센터 단북치안센터 |
| 금성파출소 |      | 금성면 탑리길 55         | 금성면                 |                           |
| 다인파출소 |      | 다인면 서릉길 62         | 다인면                 |                           |
| 춘산파출소 |      | 춘산면 금성현서로 1491   | 춘산면, 가음면         | 가음치안센터              |
| 안평파출소 |      | 안평면 안평의성로 1      | 안평면, 신평면         | 신평치안센터              |
| 단밀파출소 |      | 단밀면 주속길 70         | 단밀면, 구천면         | 구천치안센터              |
| 옥산파출소 |      | 옥산면 신감옥산로 1228-3 | 옥산면, 점곡면         | 점곡치안센터              |

## 같이 보기
- 경상북도지방경찰청